# Actuaciones en directo de Nine Inch Nails

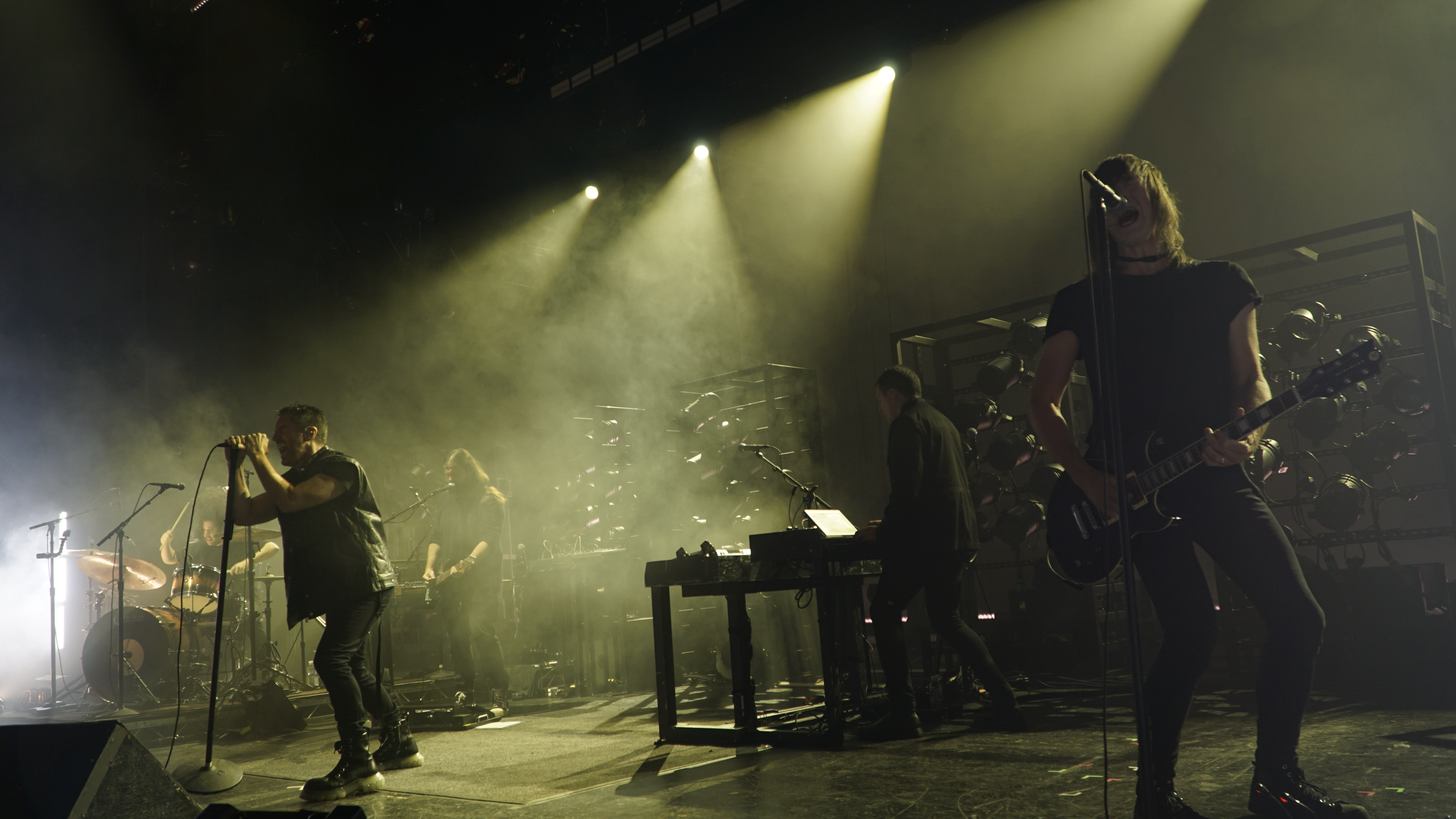
Nine Inch Nails presentándose en junio de 2022; de izquierda a derecha: Ilan Rubin, Trent Reznor, Alessandro Cortini, Atticus Ross, y Robin Finck.

Nine Inch Nails, una banda estadounidense de rock industrial liderada por Trent Reznor, ha realizado giras por todo el mundo desde su creación en 1988. Mientras que Reznor, el único miembro oficial hasta la incorporación de Atticus Ross en 2016, controla su dirección creativa y musical en el estudio, la banda de gira interpreta diferentes arreglos de las canciones. Además de los conciertos habituales, la banda ha actuado tanto como telonera como cabeza de cartel en festivales como Woodstock '94, Lollapalooza 1991 y 2008, y muchas otras actuaciones puntuales, incluidos los MTV Video Music Awards. Antes de su gira de 2013, la banda había realizado 938 conciertos.
Las actuaciones en directo de Nine Inch Nails contrastan con su contraparte en el estudio. Reznor escribe e interpreta casi todo el material de estudio de Nine Inch Nails, con contribuciones instrumentales y vocales ocasionales de otros artistas. Sin embargo, Reznor ha reunido típicamente grupos de músicos de apoyo para interpretar canciones para giras y otras presentaciones en vivo. El tecladista Alessandro Cortini dijo que «si ves el espectáculo y estás acostumbrado a los CD, está bastante claro que la entidad del estudio es diferente de la entidad en vivo».
El único miembro constante de la banda en vivo es Reznor. Las presentaciones en vivo de Nine Inch Nails generalmente están acompañadas de iluminación, escenario y efectos de proyección de video. Desde 1999, los componentes de diseño visual de los espectáculos en vivo han sido comisariados por Reznor con Rob Sheridan. Tres giras han sido narradas en álbumes en vivo y documentales de giras.
La respuesta crítica y comercial a las presentaciones en vivo de Nine Inch Nails ha sido generalmente positiva. Los reseñadores han señalado la dinámica agresiva en el escenario y los diseños visuales de los conciertos como puntos altos. Reznor decidió en 2008 dejar de hacer giras con la banda después de una gira de despedida en 2009. La banda reanudó su gira en 2013 y el grupo planea una serie de conciertos en Estados Unidos a partir del 28 de septiembre.

## Historia

### 1988-1991: Pretty Hate Machine Tour Series
Reznor reunió la primera formación en vivo en 1988 para apoyar a la banda canadiense de música industrial Skinny Puppy en una gira. La banda de tres integrantes estaba formada por Reznor en guitarras y voz principal, Ron Musarra en batería y Chris Vrenna en teclados. La banda sólo tenía previsto tocar en las últimas seis fechas de la gira estadounidense de Skinny Puppy, y ellos mismos describieron las actuaciones como «duras». Después de la gira de Skinny Puppy, la banda se reorganizó y se expandió para incluir un cuarto miembro; Musarra se fue y Vrenna pasó a la batería, Gary Talpas, Nick Rushe y más tarde David Hymes contribuyeron en los teclados, mientras que Richard Patrick se agregó como guitarrista.

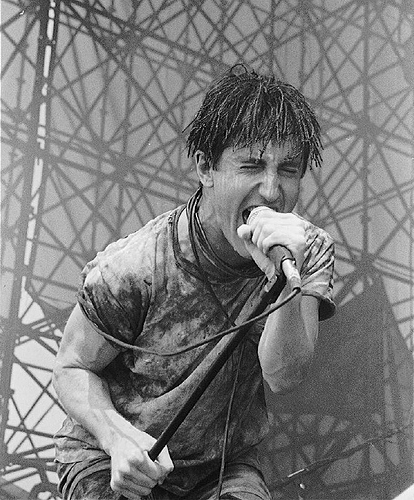
Reznor en el Festival de Lollapalooza en 1991.

Nine Inch Nails realizó una gira por Norteamérica como teloneros de The Jesus and Mary Chain en 1990, y más tarde de Peter Murphy. Durante estas giras, Reznor comenzó a destrozar equipos mientras estaba en el escenario, y el entrevistador de Rockbeat, Mike Gitter, atribuyó el éxito temprano de la banda a esta actitud agresiva. En 1991, la banda emprendió una gira mundial que continuó hasta el primer festival Lollapalooza, donde, según el biógrafo Martin Huxley, «se robaron el espectáculo». New Musical Express tenía un sentimiento después de la actuación, describiendo el espectáculo como «realmente aterrador», y pidiendo al lector que «decidiera por sí mismo si se trata de un caos coreografiado o de un daño corporal grave desenfrenado». Nine Inch Nails fue invitado a abrir el concierto de Guns N' Roses en su gira europea, aunque, según se informa, fueron mal recibidos una vez más. Antes de la fecha de Lollapalooza, Chris Vrenna dejó la banda debido a una pelea con Reznor, y fue reemplazado por el resto de la gira por el baterista Jeff Ward. Vrenna se uniría a la banda para la gira Self-Destruct en 1994. Al concluir la gira Pretty Hate Machine, Richard Patrick dejó el grupo para formar su propia banda, Filter.

### 1994-1995: Self-Destruct / Further Down the Spiral / Dissonance
Tras el lanzamiento de The Downward Spiral en 1994, la banda en vivo se embarcó en la gira Self-Destruct para promocionar el álbum. Chris Vrenna y James Woolley tocaron la batería y los teclados, respectivamente; Robin Finck reemplazó a Richard Patrick en la guitarra y el bajista Danny Lohner se unió a la formación. El escenario consistía en cortinas sucias que se bajaban para mostrar imágenes durante canciones como «Hurt». El fondo del escenario estaba lleno de luces oscuras y fijas, y muy pocas luces reales. La gira estrenó la imagen sucia y desordenada de la banda, con ropa harapienta y untada en almidón de maíz. Los conciertos fueron violentos y caóticos, y los miembros de la banda a menudo se lesionaban. Con frecuencia destruían sus instrumentos al final de los conciertos, se atacaban entre sí y se lanzaban desde el escenario contra el público.
La gira incluyó una actuación en Woodstock '94, transmitida en pago por visión y vista en hasta 24 millones de hogares. Que la banda estuviera cubierta de barro fue resultado de una actuación entre bastidores previa al concierto, aunque durante décadas, la narrativa oficial que la banda dio a los medios fue que fue una actuación espontánea detrás del escenario antes del concierto, con Reznor empujando a Lohner al pozo de barro antes de que comenzara el concierto y toda la banda teniendo una pelea de barro. Nine Inch Nails fue ampliamente proclamado como alguien que «se robó el espectáculo» a sus contemporáneos populares, en su mayoría bandas de rock clásico, y su base de fans se expandió. La banda obtuvo un considerable éxito comercial a partir de entonces, actuando con una producción significativamente superior y añadiendo varios elementos visuales teatrales. Su interpretación de «Happiness in Slavery» del concierto de Woodstock le valió al grupo un Premio Grammy a la Mejor Interpretación de Metal en 1995. Entertainment Weekly comentó sobre la actuación de la banda en Woodstock '94: «Reznor desata el rock hasta su núcleo horroroso y melodramático, una experiencia tan agotadora como emocionante». A pesar de esta aclamación, Reznor atribuyó su disgusto por el concierto a sus dificultades técnicas.

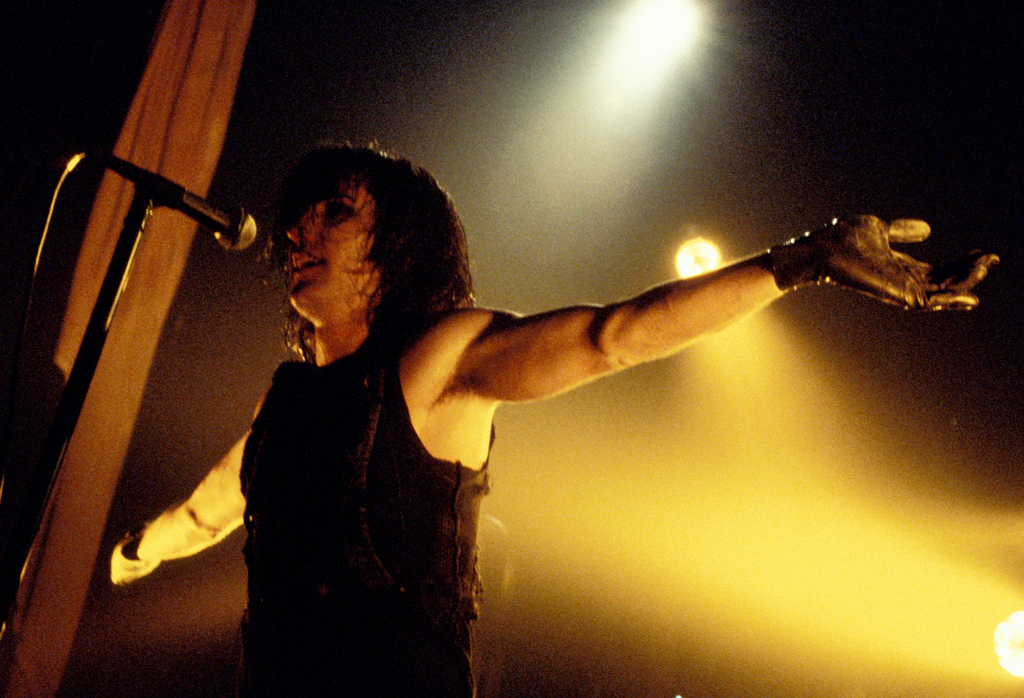
Reznor presentándose durante el Self-Destruct tour, c. 1994-1995

La etapa principal de la gira contó con Marilyn Manson como telonero, a quien Reznor había fichado recientemente con su sello Nothing Records. En aquel entonces, Marilyn Manson contaba con el bajista Jeordie White —que entonces tocaba bajo el seudónimo de «Twiggy Ramirez»—, quien posteriormente tocaría el bajo con Nine Inch Nails de 2005 a 2007. Tras otra etapa de la gira promocionando el álbum de remezclas Further Down the Spiral, Nine Inch Nails colaboró en el Festival Alternative Nation de Australia y posteriormente se embarcó en el Dissonance Tour, que incluyó veintiséis actuaciones independientes con David Bowie como co-cabeza de cartel. Nine Inch Nails fue el telonero de la gira, y su repertorio se transformó en el de Bowie con interpretaciones conjuntas de canciones de ambas bandas. Sin embargo, se dice que el público no respondió positivamente a la colaboración debido a sus diferencias creativas. Tras finalizar la gira Dissonance, la banda realizó varios conciertos en clubes con Helmet como teloneros. Finck dejó la banda tras esta etapa.
La gira concluyó con «Nights of Nothing», un espectáculo de tres noches con actuaciones de las bandas de Nothing Records: Marilyn Manson, Prick, Meat Beat Manifesto y Pop Will Eat Itself, que culminó con un set de ochenta minutos de Nine Inch Nails. Kerrang! describió la actuación de Nine Inch Nails durante «Nights of Nothing» como «contundente, descarada y dramática», pero se mostró decepcionado por la falta de material nuevo. En la segunda de las tres noches, Richard Patrick se reunió brevemente con la banda y colaboró con la guitarra en una interpretación de «Head Like a Hole». Tras la gira Self-Destruct, Chris Vrenna, miembro de la banda en directo desde 1988 y colaborador frecuente en las grabaciones de estudio de Nine Inch Nails, dejó la banda definitivamente para dedicarse a la producción y formar Tweaker.

### 1999-2000: Fragility v1.0 / Fragility v2.0
Para promocionar el tercer álbum de estudio de Nine Inch Nails, The Fragile, la banda se reunió para la gira Fragility. La formación se mantuvo prácticamente igual que en la gira Self-Destruct, con Finck, Clouser y Lohner. Para reemplazar a Vrenna, miembro de toda la vida, Reznor realizó audiciones abiertas para encontrar un nuevo baterista, y finalmente eligió al entonces desconocido Jerome Dillon. Dillon permaneció como miembro de la banda hasta 2005.
Según se informa, el sello discográfico de Nine Inch Nails en aquel momento, Interscope Records, se negó a financiar la gira promocional tras las bajas ventas de The Fragile. Reznor, en cambio, se comprometió a financiar la gira completa de su propio bolsillo, concluyendo: «La realidad es que estoy sin blanca al final de la gira», pero también añadió: «Nunca presentaré un espectáculo que no sea fantástico».
La gira Fragility comenzó a finales de 1999 y se prolongó hasta mediados del 2000. Se dividió en dos etapas principales: Fragility v1.0 y Fragility v2.0, respectivamente. Los destinos incluyeron Europa, Japón, Nueva Zelanda, Australia y Norteamérica. Antes de la primera actuación de Fragility en España, Nine Inch Nails abrió su último ensayo en Londres ante cien fans. La gira dio el pistoletazo de salida con la interpretación del tema principal de The Fragile en los MTV Video Music Awards. Atari Teenage Riot abrió para Nine Inch Nails durante Fragility v1.0 y A Perfect Circle para Fragility v2.0. En aquel entonces, A Perfect Circle contaba con Josh Freese en la batería, quien posteriormente reemplazaría a Dillon y tocaría la batería para Nine Inch Nails de 2005 a 2007. La gira contó con producciones cada vez más destacadas, incluyendo un tríptico creado por el videoartista contemporáneo Bill Viola. La revista Rolling Stone nombró a Fragility la mejor gira del 2000.
En 2002, se lanzó el documental And All That Could Have Been, que incluía una colección de actuaciones de la gira Fragility v2.0. Mientras grababa el DVD, Reznor comentó sobre la gira en retrospectiva: «Pensé que el concierto era realmente bueno cuando lo estábamos haciendo», pero luego admitió que «no podía verlo [el DVD] en absoluto. Estuve enfermo la mayor parte de la gira y realmente no creo que fuera el mejor momento de Nine Inch Nails».

### 2005-2006: Live: With Teeth
Tras el lanzamiento de With Teeth en 2005, la banda en vivo se reunió para la gira Live: With Teeth. Desde la gira anterior, cinco años antes, gran parte de la banda había avanzado en sus carreras, y solo el baterista Jerome Dillon se reincorporó. Para encontrar reemplazos, Reznor realizó audiciones en diciembre de 2004. Declaró que el tecladista Alessandro Cortini «encajó de inmediato», aunque tuvo dificultades para encontrar un guitarrista que reemplazara a Robin Finck hasta que audicionó a Aaron North. Jerodie White se unió a la banda en el bajo.

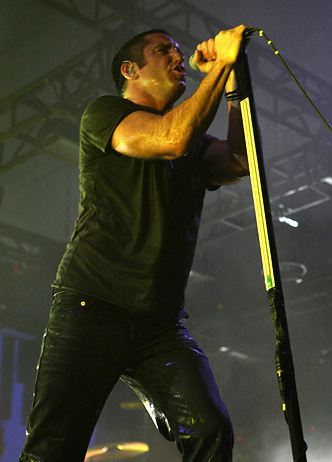
Reznor en una actuación de la gira Live: With Teeth.

La gira comenzó con una serie de presentaciones en clubes pequeños a principios de 2005, con los Dresden Dolls como teloneros. La banda comentó a los periodistas que estaban «gratamente sorprendidos por el interés» de los fans a pesar de su larga ausencia. Esta etapa inicial de la gira también incluyó una presentación como cabeza de cartel en el Festival de Música y Artes de Coachella Valley. La banda continuó con una gira por estadios norteamericanos en otoño de 2005, con el apoyo de Queens of the Stone Age, Death From Above 1979, Autolux y Saul Williams. Williams actuó en el escenario con Nine Inch Nails en el festival Voodoo Music Experience durante una aparición como cabeza de cartel en la Nueva Orleans azotada por el huracán, la antigua casa de Reznor. Para concluir la era With Teeth de la banda, Nine Inch Nails completó una gira por anfiteatros norteamericanos en el verano de 2006, junto con Bauhaus, TV on the Radio y Peaches. El lanzamiento de 2007, Beside You in Time, incluye actuaciones de la gira norteamericana por estadios, la gira norteamericana por anfiteatros y varios ensayos de estudio.
Nine Inch Nails tenía previsto actuar en los MTV Movie Awards de 2005, pero se retiraron del programa debido a un desacuerdo con la cadena sobre el uso de una imagen inalterada de George W. Bush como fondo para la interpretación de «The Hand that Feeds» de la banda. Poco después, Reznor escribió en la página web oficial de Nine Inch Nails: «Aparentemente, la imagen de nuestro presidente es tan ofensiva para MTV como para mí». MTV respondió que respetaba el punto de vista de Reznor, pero que les incomodaba que la actuación se basara en declaraciones políticas partidistas. Una actuación de Foo Fighters reemplazó el espacio de Nine Inch Nails en el programa.
Durante la primera actuación en un estadio en 2005, Dillon se vio obligado a detenerse a mitad del espectáculo y posteriormente fue hospitalizado. Su condición fue diagnosticada más tarde como un trastorno cardíaco que no ponía en peligro su vida, consecuencia de su medicación para la tiroides. Dillon comentó más tarde que cuando estaba listo para regresar se encontró con «completa apatía y ninguna compasión» por parte de Reznor y la gerencia de Nine Inch Nails. Reznor, a su vez, escribió que el «recuerdo de Dillon de los eventos que llevaron a su salida de la banda es una vez más inexacto». Josh Freese inicialmente reemplazó a Dillon durante dos shows antes de que Alex Carapetis se uniera a la banda para el resto de la gira en estadios. Freese finalmente reemplazó a Carapetis y se unió a la banda de forma permanente.

### 2007: Performance 2007
Tras tomarse un descanso de las giras para completar el trabajo en Year Zero, Nine Inch Nails comenzó una gira mundial en 2007, que incluyó su primera actuación en China. Reznor continuó de gira con la misma banda con la que concluyó la gira Live: With Teeth, compuesta por North, White, Freese y Cortini. Entre los teloneros se encontraban Ladytron, Unkle, The Dandy Warhols, Alec Empire y Serena Maneesh.

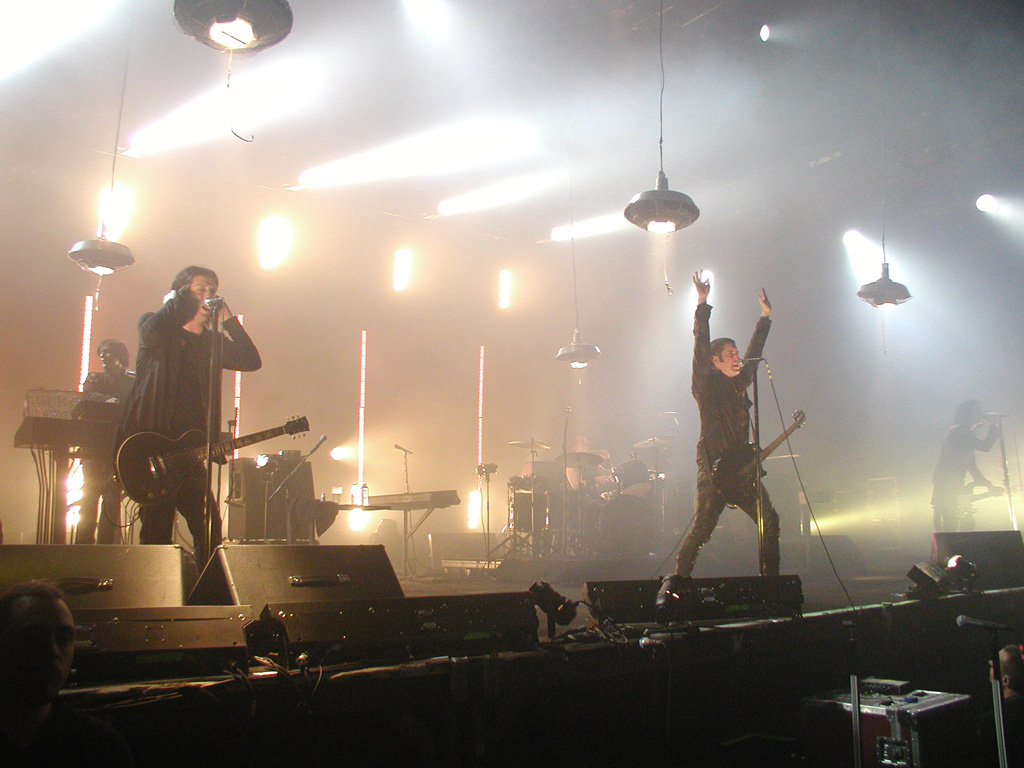
Nine Inch Nails en un concierto de la gira Performance de 2007. De izquierda a derecha: (delante) White, Reznor, North, (atrás) Cortini, Freese.

El proyecto Year Zero incluía un juego de realidad alternativa homónimo, cuya mayor parte giraba en torno a diversos conciertos en vivo. Durante un concierto de Nine Inch Nails en Lisboa, Portugal, se encontró una memoria USB en un baño que contenía un MP3 de alta calidad del tema «My Violent Heart», una canción del álbum inédito. Tras un concierto en Barcelona, se encontró una segunda memoria USB que contenía el tema «Me, I'm Not». Tras el lanzamiento de Year Zero, la gira se centró en el debut y la promoción de las canciones del nuevo álbum. Si bien algunas de estas canciones fueron interpretadas por los cinco miembros de la banda como clásicos temas de rock con guitarras, dos de ellas —«Me, I'm Not» y «The Great Destroyer»— fueron interpretadas por Reznor, el guitarrista North y el teclista Cortini como trío, utilizando una combinación de guitarras en vivo y samples preprogramados, activados en el escenario con ordenadores y manipulados en tiempo real con el software Ableton.
En abril de 2007, los fans de Nine Inch Nails recibieron llamadas telefónicas dentro del juego invitándolos a una «reunión de resistencia» en Los Ángeles. En la reunión, los fans asistieron a una reunión ficticia de Art Is Resistance, y posteriormente fueron recompensados con una actuación inesperada de Nine Inch Nails. El concierto se interrumpió cuando un equipo SWAT ficticio allanó la reunión y el público fue expulsado del edificio.
Más tarde ese año, el Honolulu Star-Bulletin informó que el concierto del 18 de septiembre en Honolulu sería la última actuación de la actual encarnación de la banda en vivo, Nine Inch Nails. Reznor declaró al periódico: «En este punto, quiero cambiar un poco las cosas. Nine Inch Nails, como banda de rock, lo hemos hecho una y otra vez. Veo otras maneras de presentar el material en concierto, algo más desafiante, algo nuevo. No quiero que se vuelva obsoleto». En el mismo artículo, Reznor también admitió que «la idea de cinco chicos tocando música a todo volumen [durante] dos horas... tiene que cambiar una vez que las finanzas entren en juego, especialmente tocando en mercados fuera de los Estados Unidos continentales. Quiero reducir las cosas».

### 2008: Lights In the Sky

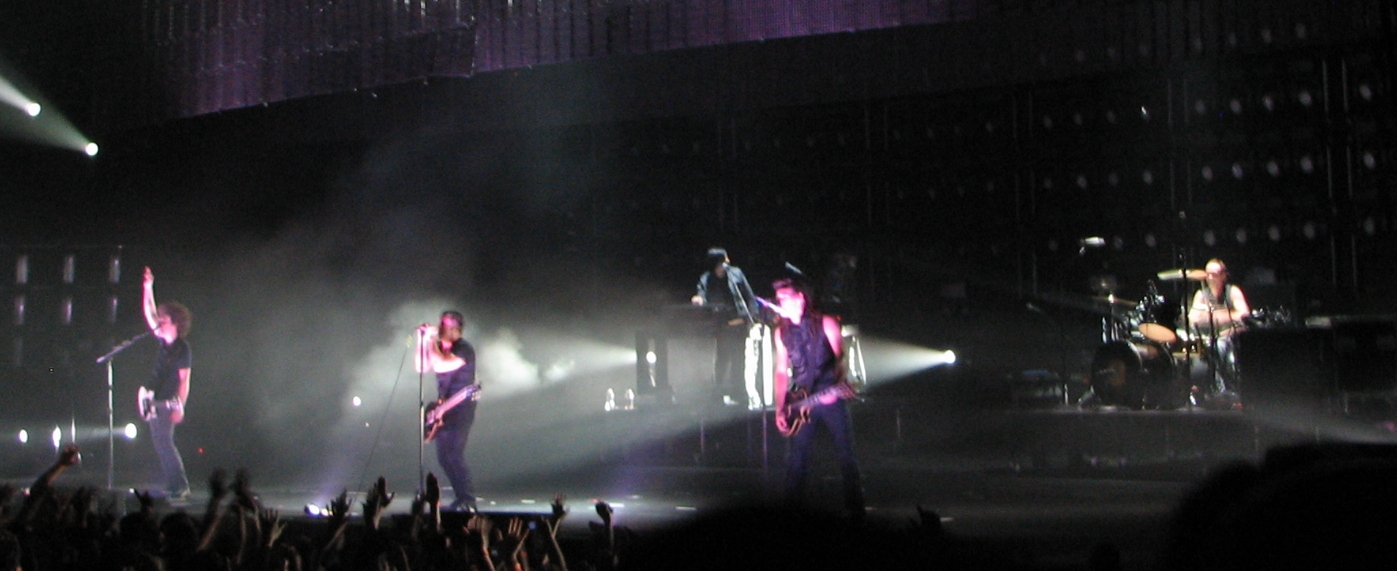
De izquierda a derecha: Justin Meldal-Johnsen, Trent Reznor, Alessandro Cortini, Robin Finck y Josh Freese de gira para The Slip

El séptimo y octavo álbum de estudio de Nine Inch Nails, Ghosts I–IV y The Slip, se lanzaron en marzo y mayo de 2008, respectivamente. Ambos álbumes cuentan con la colaboración de Alessandro Cortini, miembro de la banda en vivo. Tras el lanzamiento de Ghosts I–IV, se anunció una gira de 25 fechas por varias ciudades de Norteamérica. Cortini y Freese regresaron como miembros de la gira anterior, mientras que Robin Finck se reincorporó a la banda. Inicialmente, la formación incluiría a Rich Fownes, pero, antes de cualquier actuación programada, se reveló que Justin Meldal-Johnsen colaboraría con el bajo.
Entre los teloneros de la gira se encuentran Deerhunter, Crystal Castles, Does It Offend You, Yeah?, Ghostland Observatory, A Place to Bury Strangers y White Williams. A principios de junio, se publicó gratuitamente un EP de la gira en la página web de Nine Inch Nails con cuatro canciones de los teloneros y una de Nine Inch Nails. Los archivos son MP3 sin DRM, totalmente etiquetados, y junto con la descarga se incluyen fondos de pantalla de escritorio y un póster de la gira para imprimir.

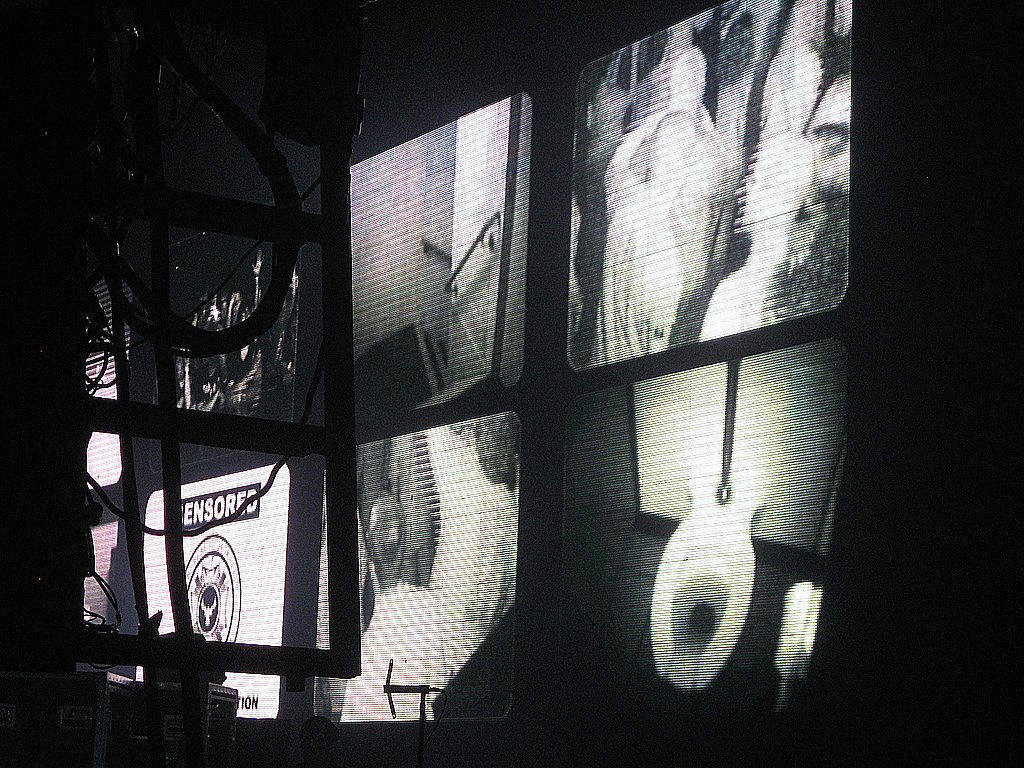
Montaje del escenario para «Survivalism» durante el Lights In The Sky Tour de 2008

La banda encabezó el festival Lollapalooza de 2008, el Festival Virgin de 2008, y el primer Festival de Música de Pemberton. En mayo de 2008, Nine Inch Nails anunció que se ofrecerían asientos premium para todos los próximos conciertos de la gira de 2008 en preventa para los fans que se registraran en el sitio web oficial de Nine Inch Nails. Para combatir la reventa de entradas, cada una incluyó el nombre legal del comprador. Este proceso de venta de entradas se utilizaba anteriormente para preventas más pequeñas y estaba disponible exclusivamente para los miembros del club de fans. El 26 de julio, Reznor introdujo una sección «desconectada» en el concierto en vivo, en la que la banda se sube al escenario aproximadamente una hora después del inicio del concierto, con Reznor al vibráfono y el bajista Meldal-Johnsen tocando el contrabajo. El set acústico de jazz de veinte minutos está compuesto principalmente de Ghosts I-IV. El espectáculo también contó con cortinas LED de malla que proyectaban diversas imágenes, desde lluvia cayendo hasta estática y una ciudad en ruinas, dando la impresión de que la banda tocaba en «un escenario que parecía construido completamente con luces». Nine Inch Nails confirmó posteriormente que la gira se extendería a Sudamérica y se pensó que esta sería la última serie de fechas en América, pero poco después Reznor anunció más fechas en Norteamérica.
El 8 de octubre de 2008, tras finalizar su último concierto en Sudamérica, Reznor publicó en el blog oficial de Nine Inch Nails que Josh Freese dejaría la banda al finalizar la gira. Al finalizar la gira, Cortini también anunció que dejaba la banda.

### 2009: NINJA / Wave Goodbye

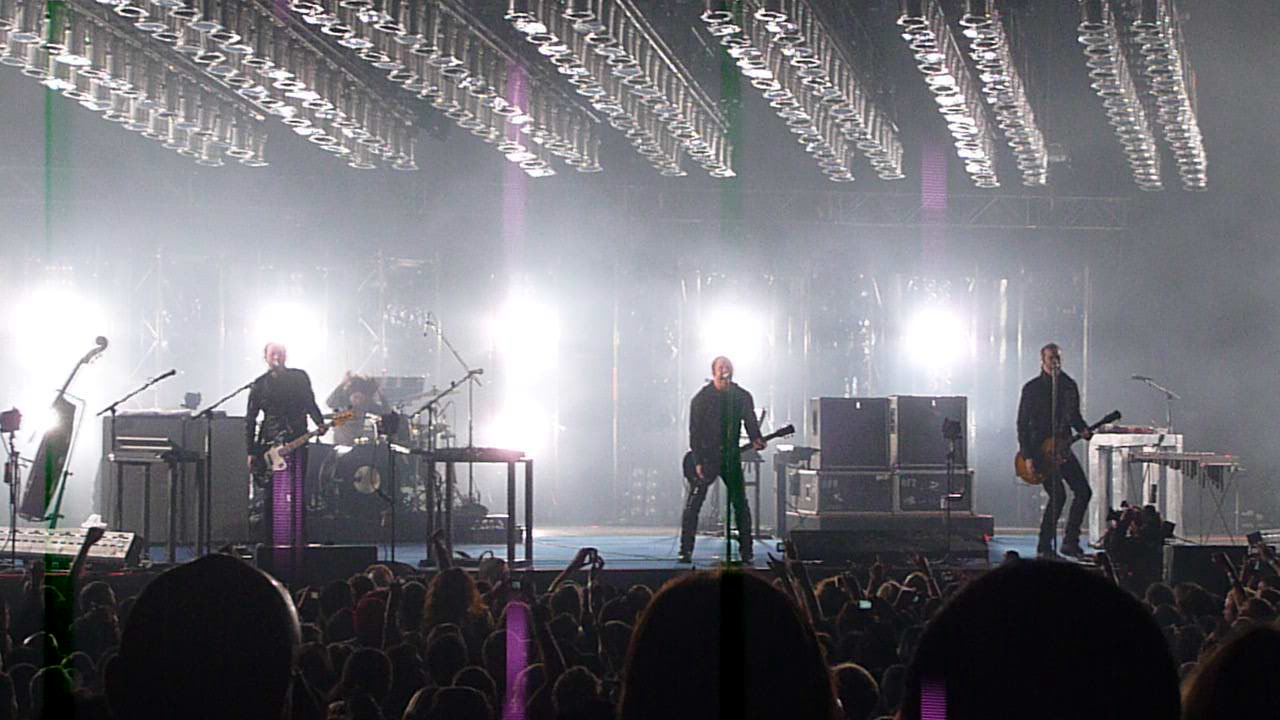
Izquierda a derecha: Justin Meldal-Johnsen, Ilan Rubin, Trent Reznor y Robin Finck.

En 2008, Reznor decidió suspender indefinidamente las actividades de Nine Inch Nails. Posteriormente aclaró que «NIN, como banda de gira o que está constantemente de gira, pararía» tras una gira completa, pero que continuaría produciendo música a partir de entonces.
En 2009, Ilan Rubin se unió a la banda como batería, mientras que la vacante de Cortini como tecladista no se cubrió. La banda emprendió una gira mundial de despedida llamada Wave Goodbye. Tras una serie inicial de fechas en Nueva Zelanda y Australia, emprendieron una gira de verano por Estados Unidos, co-cabezando el cartel junto a Jane's Addiction, llamada NIN|JA Tour. Posteriormente, actuaron en varios festivales y salas europeas y asiáticas durante el resto del verano. En otoño, ofrecieron una breve serie de conciertos, por entonces su último concierto en Estados Unidos, en clubes y teatros.

### 2013-2014: Twenty Thirteen / Tension 2013 / NIN 2014
En febrero de 2013, Trent Reznor anunció que Nine Inch Nails comenzaría una gira en apoyo a Hesitation Marks, con presentaciones en festivales en el verano, presentaciones en estadios de «Lights In The Sky V2.0» —Tension 2013— en el otoño y presentaciones en todo el mundo a lo largo de 2014. Después de que Eric Avery y Adrian Belew abandonaran los ensayos, la alineación de la gira del festival incluyó a Alessandro Cortini, Josh Eustis, Robin Finck, Trent Reznor e Ilan Rubin. Para la gira de estadios Tension, Reznor agregó al bajista Pino Palladino y a las vocalistas de respaldo Lisa Fischer y Sharlotte Gibson a la formación.
Tras la gira Tension, Palladino, Fischer, Gibson y Eustis se marcharon, y la banda volvió a ser un cuarteto. Se embarcaron en una gira internacional por Japón, Latinoamérica y Europa, incluyendo una gira conjunta con Queens of the Stone Age en Nueva Zelanda y Australia. En el verano de 2014, se embarcaron en una gira de verano en un anfiteatro conjunta con Soundgarden.

### 2017: I Can't Seem to Wake Up
En marzo de 2017, se anunció que la banda sería telonera de Not the Actual Events y Add Violence, y que actuaría en el FYF Fest y el Panorama Music Festival en julio, con algunos conciertos adicionales añadidos más adelante. El cartel de la gira mantuvo la misma formación que en la gira NIN 2014, que incluyó a Reznor, Finck, Cortini y Rubin. El nuevo miembro oficial de la banda, Atticus Ross, también se unió a la formación. Nine Inch Nails comienza la gira actuando en el Rabobank Arena en Bakersfield (California), el 19 de julio.

### 2018: NIN 2018 / Cold and Black and Infinite
En 2018, NIN regresó con la misma formación para un concierto de tres fechas en Las Vegas. Posteriormente, realizaron una gira por festivales y cabezas de cartel en Europa y Asia durante el verano. En otoño, realizaron una serie de conciertos en teatros de Estados Unidos, conocidos como Cold and Black and Infinite Tour, a menudo con varias fechas en el mismo recinto.

### 2020-2021: giras canceladas
Debido a la pandemia mundial de COVID-19, la banda se vio obligada a cancelar una gira planificada que se realizaría entre septiembre y octubre de 2020. Trent Reznor anunció a través de las redes sociales que planeaba seguir vendiendo la mercancía que se vendería durante la gira, donando todas las ganancias a los bancos de alimentos locales de las ciudades donde se suponía que la banda actuaría. Posteriormente, la banda canceló una gira que debía realizarse en 2021 debido a mayores preocupaciones por la pandemia en curso.

### 2022: NIN 2022
El 7 de febrero de 2022, Nine Inch Nails anunció que la banda finalmente volvería a las giras, con una gira de duración limitada que comenzaría en septiembre de ese mismo año. Se anunciaron más fechas para abril y mayo en los EE. UU. y la banda también realizará una gira por el Reino Unido en junio. 100 gecs, Yves Tumor y Boy Harsher fueron anunciados como los actos de apertura de espectáculos selectos, junto con un espectáculo el 24 de septiembre en Cleveland (Ohio), con Ministry y Nitzer Ebb.

### 2025: Peel it Back
Los planes para una gira titulada Peel It Back se filtraron el 13 de enero de 2025. Estas filtraciones indicaban espectáculos en agosto y septiembre en Estados Unidos, Canadá y Europa. Las filtraciones incluyeron una publicación en Facebook para un evento del 10 de septiembre en Tampa (Florida), y un listado asociado de Ticketmaster. El día 14, la banda confirmó que estaría de gira y pronto habrá más detalles, pero su anuncio se suspendió debido a los incendios forestales en Los Ángeles. La banda luego confirmó la gira de verano el 22 de enero. El 30 de julio, la banda anunció que Josh Freese regresaría a la batería, reemplazando a Ilan Rubin, quien fue reclutado por Foo Fighters como su nuevo baterista.

## Elementos visuales
Los elementos visuales empleados durante los conciertos de Nine Inch Nails suelen incluir numerosos efectos de iluminación, escenario y proyección para acompañar y realzar la presentación. Antes de la gira Fragility del año 2000, Reznor reflexionó: «He adoptado una filosofía para presentar a Nine Inch Nails en vivo que incorpora un elemento teatral. Quiero que sea dramático. Quiero que mis estrellas de rock sean más grandes que la vida misma, ¿sabes? Los Kurt Cobain del mundo, estoy harto de esa mierda. No quiero que un empleado de gasolinera sea mi héroe. Crecí con Gene Simmons. Crecí con Ziggy Stardust».
Muchas canciones suelen ir acompañadas de recursos visuales especialmente diseñados, como efectos de iluminación sincronizados y montajes de material de archivo proyectado. Las primeras interpretaciones de la canción «Hurt», por ejemplo, iban acompañadas de un montaje proyectado de nubes, cuerpos carbonizados, nubes de hongos, gusanos y refugiados de guerra, una representación de la cual aparece en el vídeo musical de la canción. Sin embargo, las interpretaciones recientes de la canción han presentado menos efectos de iluminación.

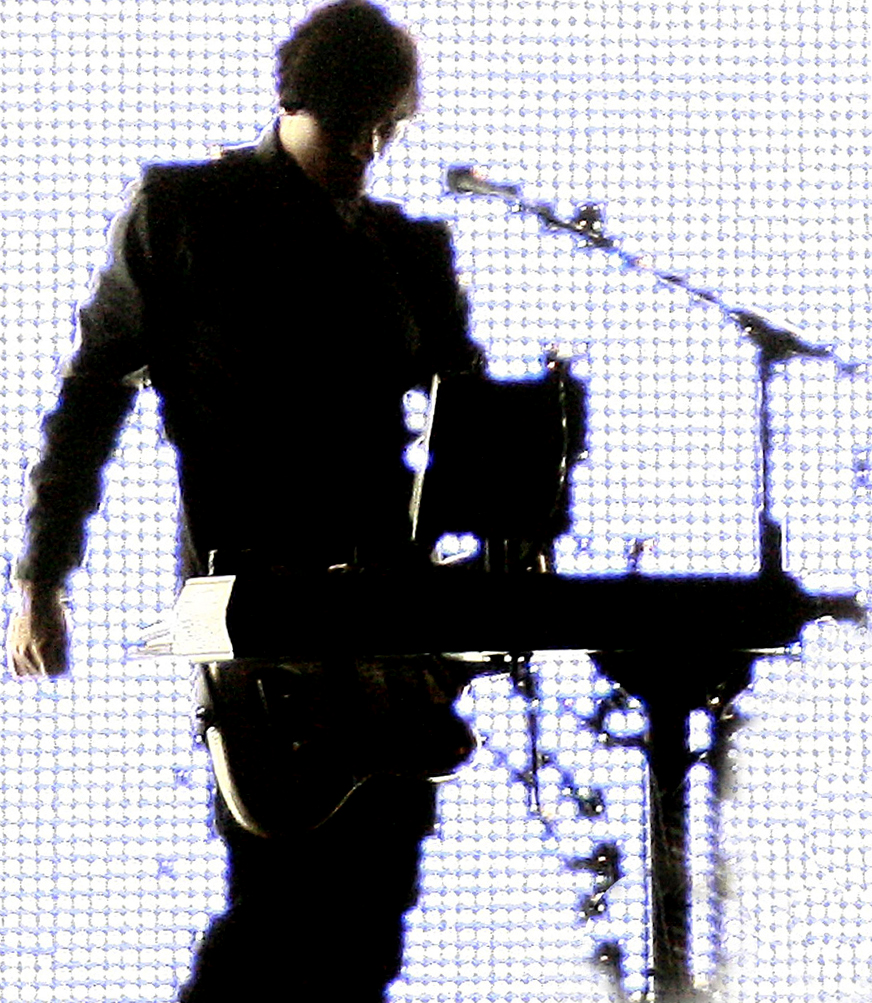
Alessandro Cortini en una actuación de 2007.

Desde 1999, la presentación visual de los conciertos de Nine Inch Nails ha sido dirigida por Rob Sheridan, mientras que Bill Viola diseñó un gran tríptico para la gira Fragility. Las imágenes del tríptico se centraban en imágenes de tormentas y agua. And All That Could Have Been incluye una pista de audiocomentarios de Viola que describe la presentación y sus inspiraciones.
Para la gira Live: With Teeth, Roy Bennett y Martin Phillips se encargaron del diseño de iluminación y la escenografía, respectivamente.

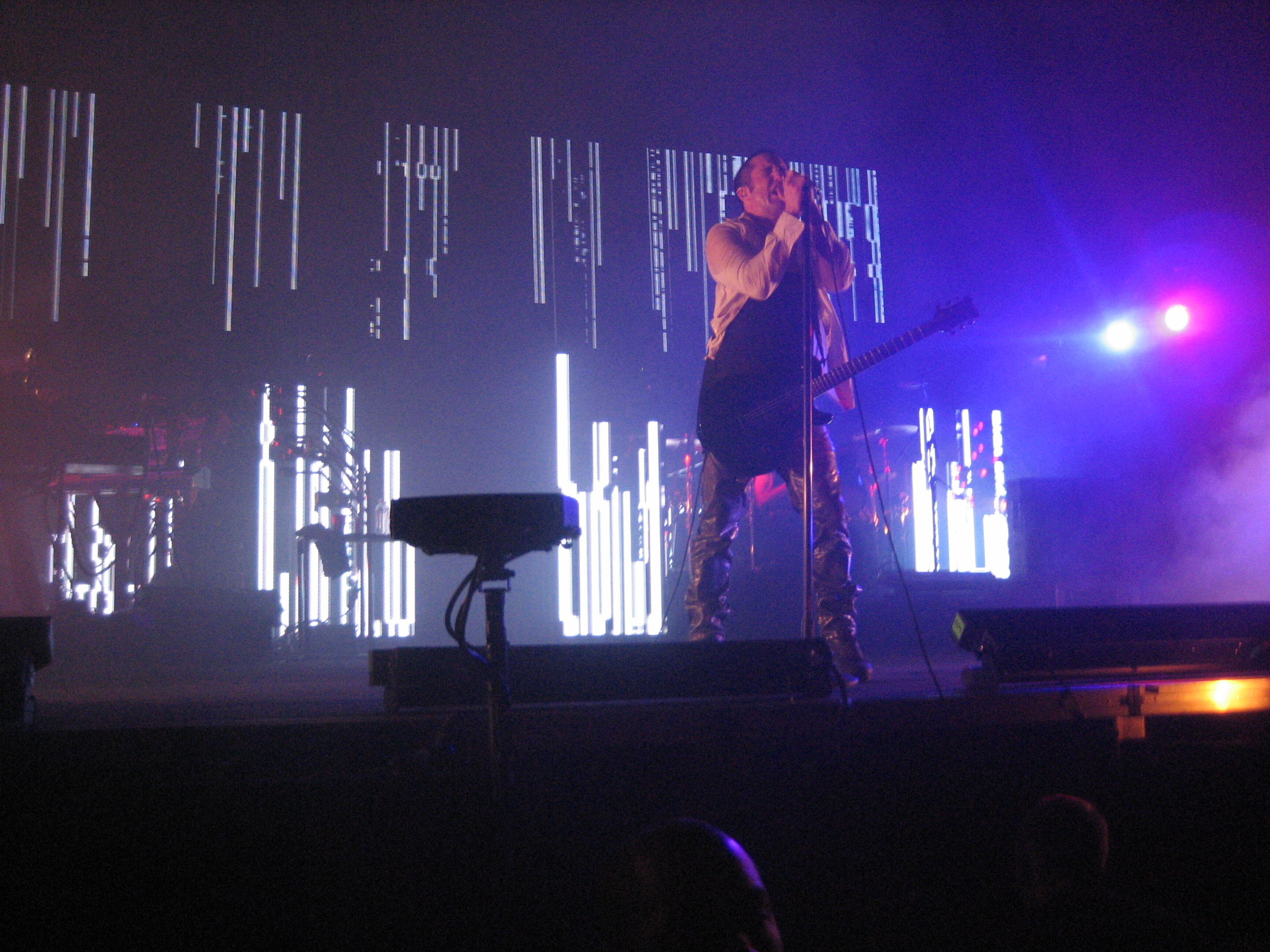
Una actuación de Nine Inch Nails de la gira de Live: With Teeth.

Usando la pantalla de proyección de gasa, Phillips, Reznor y Sheridan idearon un «gag» donde proyectaban «una lámina de vidrio rompiéndose sobre una tela kabuki al fondo del escenario que caería al caer los fragmentos de vidrio. ... Decidimos que Trent golpeara la gasa con su guitarra, rompiéndola, pero con todos los pedazos cayendo hacia arriba mientras la pantalla salía volando». Esta técnica se puede ver en el documental de la gira Beside You in Time. A diferencia de la iluminación de giras anteriores, Performance 2007 contó con una iluminación mínima diseñada para sombrear a Reznor y a la banda.
Los elementos visuales de los conciertos en vivo han sido objeto de numerosos comentarios. The Boston Globe describió la gira Fragility como «uno de los espectáculos de luces más extraordinarios que recuerdo». Un crítico del Contra Costa Times describió una actuación de Live: With Teeth como «realzada por la cantidad justa de focos de color púrpura oscuro o azul, con iluminación ascendente desde el frente del escenario, lo que le dio a la banda una sensación de película de terror».

## Lanzamientos en directo
Nine Inch Nails ha lanzado un álbum y tres vídeos con la banda en directo. Closure, un VHS doble lanzado en 1997, incluye actuaciones en directo de la gira Self Destruct, incluyendo una interpretación de «Hurt» con David Bowie durante la gira Dissonance. El vídeo ha estado agotado desde su lanzamiento inicial, y todos los intentos de relanzarlo en DVD han fracasado. Una versión de lujo de dos discos de Closure en DVD fue entregada a Interscope Records en 2004, y su lanzamiento se retrasó indefinidamente. Sin embargo, ambos discos aparecieron en redes BitTorrent en diciembre de 2006, presumiblemente filtrados por el propio Trent Reznor. And All That Could Have Been, que incluye actuaciones de la gira Fragility 2.0, se lanzó en 2002 como CD en directo y DVD doble. Una easter egg en la versión en DVD incluye una interpretación con Marilyn Manson en el Madison Square Garden de las canciones «Starfuckers, Inc.». y «The Beautiful People» de Manson.

## Miembros de la banda de directo
La configuración de la banda ha evolucionado desde su primera gira en 1988. En sus primeras versiones, la banda contaba con tres integrantes que tocaban guitarra, batería, teclados y samplers. En versiones posteriores, se reemplazaron los teclados y samplers por un guitarrista adicional, y posteriormente se incorporó un multiinstrumentista cuyo rol principal era el bajista, aunque también tocaba guitarra y teclados en varias canciones. Finalmente, el componente en vivo de Nine Inch Nails se ha consolidado como una banda de cinco integrantes desde la gira Self Destruct de 1994. En la gira Performance 2007, algunas canciones del álbum Year Zero se interpretaron como una banda de tres integrantes, con Reznor, el tecladista Alessandro Cortini y el guitarrista Aaron North, combinando guitarras en vivo y loops activados. En septiembre de 2007, Reznor expresó su interés en alejarse de la «configuración de banda de rock» para explorar «otras formas de presentar el material en concierto».
Al describir el proceso de selección, el colaborador inicial Chris Vrenna declaró a Gannett News: «Creo que tener el mismo trasfondo emocional es más importante que tocar bien el instrumento. Esa es una de las razones por las que nuestros conciertos son más intensos cuando estamos allí... Encontramos gente que lo entendía. Nos fortalece». Reznor describió su selección de las primeras encarnaciones de la banda en vivo diciendo: «No estoy en posición de ofrecerle a alguien mil dólares a la semana para ensayar... Así que elegí a algunos jóvenes flexibles, que básicamente hacían lo que yo quería, pero lo desarrollaban. El único contexto en el que he trabajado con ellos hasta ahora es: “Aquí están las canciones, aquí están sus partes, apréndanlas”».
Personal
| - Trent Reznor# – voz, guitarras, bajo, teclados, sintetizadores, pandereta, xilófono, vibráfono, saxofón (1988–presente) - Chris Vrenna# – teclados, samplers, batería (1988–1990, 1992–1997) - Ron Musarra – batería, samplers (1988) - Richard Patrick# – guitarras (1989–1993, 1996) - Gary Talpas – teclados (1989) - Nick Rushe – teclados (1989–1990) - David Haymes – teclados (1990) - Lee Mars – teclados (1990–1991) - James Woolley – sintetizadores (1991–1994) - Jeff Ward – batería (1990–1991) - Robin Finck# – guitarras, sintetizadores (1994–1996, 1999–2000, 2008–presente) - Danny Lohner# – bajo, guitarras, sintetizadores (1993–2003, 2009) - Charlie Clouser# – teclados, sintetizadores, theremin, batería (1994–2001) - Kevin McMahon – guitarras (1996) | - Jerome Dillon# – baterías (1999–2005) - Jeordie White – bajo, guitarras, sintetizadores (2005–2007) - Aaron North – guitarras (2005–2007) - Alessandro Cortini# – teclados, sintetizadores, guitarras, bajo (2005–2008, 2013–presente) - Josh Freese# – batería, marimba (2005, 2005–2008) - Alex Carapetis – batería (2005) - Justin Meldal-Johnsen – bajo (2008–2009) - Ilan Rubin# – batería, teclados, violoncelo, guitarra (2009–presente) - Josh Eustis# – bajo, guitarras, teclados, marimba, percusión, saxofón (2013) - Pino Palladino# – bajo (2013) - Lisa Fischer – voces (2013) - Sharlotte Gibson# – voces (2013) - Atticus Ross# – teclados, sintetizadores (2016–presente) |

Invitados en vivo
- Mike Garson# – piano —Septiembre de 2009 en el Teatro Henry Fonda para la canción «Just Like You Imagined»—[106]

«#» – indica los miembros de la banda en vivo que han contribuido a los principales lanzamientos de estudio de Nine Inch Nails.

## Artistas invitados y colaboraciones
A lo largo de los años, Reznor ha invitado a muchos músicos destacados al escenario con su banda para interpretar material fuera del rango habitual de canciones de Nine Inch Nails:
- Durante el Lollapalooza '91 los miembros de Jane's Addiction Dave Navarro y Eric Avery tocaron la guitarra junto con Gibby Haynes y Ice-T para la última pista durante el set, «Head Like a Hole».[107]
- A principios de 1995, Adam Ant y Marco Pirroni se unieron a Nine Inch Nails en vivo para tocar «Physical» y otras canciones de Adam and the Ants.[108]
- Durante la gira Dissonance, Nine Inch Nails co-encabezó junto a David Bowie, cuya propia gira contemporánea se llamó Outside Tour. A lo largo de la gira, Nine Inch Nails tocaría primero y luego daría paso a la banda de Bowie. Ambas bandas tocarían una mezcla de canciones de Nine Inch Nails y David Bowie. Nine Inch Nails finalmente abandonaría el escenario y Bowie y su banda continuarían con su propio repertorio.[109]
- Marilyn Manson apareció en una presentación en el Madison Square Garden en 2000 para cantar «Starfuckers, Inc.» y «The Beautiful People».  Esta presentación fue incluida como easter egg en el DVD And All That Could Have Been.[92]
- Durante la gira en el anfiteatro Live: With Teeth, Nine Inch Nails y Peter Murphy de Bauhaus interpretaron la canción de Pere Ubu «Final Solution», que también fue un éxito en solitario para Murphy. Para el último concierto, colaboraron para versionar «Dead Souls» de Joy Division, canción que Nine Inch Nails ha interpretado regularmente desde 1994. También durante esta gira, Reznor, Murphy y otros músicos interpretaron cuatro sets únicos de sus canciones favoritas en emisoras de radio de todo el país.[110]